# Richard Tice
Richard Tice (ur. 13 września 1964 w Farnham) – brytyjski przedsiębiorca i polityk, lider Reform UK, poseł do Parlamentu Europejskiego IX kadencji, deputowany do Izby Gmin.

## Życiorys
Kształcił się na University of Salford, gdzie studiował ekonomikę i zarządzanie kosztami w budownictwie. Zawodowo przez wiele lat związany z branżą nieruchomości, pracował w Wielkiej Brytanii i Francji. W 1991 utworzył przedsiębiorstwo budowlane The Sunley Group, którym zarządzał do czasu jego sprzedaży w 2006. Prowadził później własną działalność w branży doradczej, był dyrektorem wykonawczym w przedsiębiorstwie inwestycyjnym CLS Holdings, następnie został partnerem i dyrektorem generalnym firmy Quidnet Capital. Pełnił funkcję przewodniczącego rady gubernatorów instytucji edukacyjnej Northampton Academy. Zaangażowany również w działalność fundacji charytatywnej założonej przez swojego dziadka Bernarda Sunleya.
Był długoletnim członkiem Partii Konserwatywnej. W 2015 współtworzył i został współprzewodniczącym inicjatywy Leave.EU, prowadzącej i finansującej kampanię na rzecz opuszczenia Unii Europejskiej przez Wielką Brytanię. Wkrótce po referendum z 2016 został współprzewodniczącym Leave Means Leave, nowo powołanej organizacji lobbingowej na rzecz realizacji brexitu. W 2019 objął funkcję przewodniczącego Brexit Party, nowego ugrupowania Nigela Farage’a. W tym samym roku z jej ramienia uzyskał mandat posła do Parlamentu Europejskiego IX kadencji. Wykonywał go do czasu brexitu w styczniu 2020.
W marcu 2021 został nowym liderem Reform UK (nazwę tę Brexit Party przyjęła w styczniu tegoż roku). W czerwcu 2024 na tę funkcję powrócił Nigel Farage; Richard Tice objął natomiast stanowisko przewodniczącego partii. W 2024 został wybrany na deputowanego do niższej izby brytyjskiego parlamentu. Wkrótce po wyborach przeszedł na funkcję zastępcy lidera swojej formacji.